# El campesino embejucao
"El campesino embejucao" es una canción folclórica colombiana en ritmo de bambuco escrita y compuesta por Óscar Humberto Gómez .  Dio origen al personaje del mismo nombre.
La letra de la canción gira alrededor de la realidad de los habitantes del campo colombiano, quienes frecuentemente se ven inmersos en la problemática de violencia del país debido a su continuo contacto involuntario con los distintos actores del conflicto.
El tema fue compuesto en el año 2001. En los años siguientes se difundió en emisoras de Colombia, México, Inglaterra y Estados Unidos.
En su momento de mayor popularidad la canción fue considerada un éxito en ventas. Algunos medios e instituciones la catalogaron como "emblemática del folclor colombiano" y "casi un himno para los campesinos", esto último en relación con la amplia recepción que tuvo la canción entre los habitantes del campo, quienes han llegado a utilizarla para ambientar algunas protestas pacíficas.
En 2009 su autor lanzó una versión alternativa en ritmo de vallenato.